# Francisco Durrio de Madrón
Francisco Durrio de Madrón, plus connu sous le nom de Paco Durrio, né le 24 mai 1868 à Valladolid en Espagne et mort le 30 août 1940 à Paris 12e, est un sculpteur espagnol.

## Biographie
Paco Durrio fait ses études artistiques à Bilbao jusqu'en 1881 avant de partir pour Madrid travailler avec le sculpteur Justo de Gandarias (1846-1933). En 1888, comme beaucoup d'artistes espagnols de cette génération, il part s'installer à Paris, et gravite dans un groupe d'artistes autour de Paul Gauguin, dont l'amitié influence la céramique qu'il produit à cette époque. Son ami le peintre Pablo Uranga le rejoint.
Il expose pour la première fois ses œuvres en 1894, d'abord chez Le Barc de Boutteville à Paris, puis, en particulier à l'exposition d'Art moderne de Bilbao de 1900. En 1901, il est installé dans un appartement du Bateau-Lavoir, qu'à sa demande il cède à Pablo Picasso. Les deux hommes travaillent un temps ensemble, dans les années 1910, à la création de bijoux. En 1905, il remporte le concours pour ériger un Monument au musicien Juan Crisóstomo de Arriaga à Bilbao.
Paco Durrio est très estimé par les critiques Mailler mais aussi par Guillaume Apollinaire et Morice[Qui ?], surtout en ce qui concerne le traitement sculptural de sa céramique. 
Son vaste cercle de relations et l'extraordinaire collection de peintures qu'il possédait le rendent très influent à l'époque où commencent la constitution de collections d'art moderne importantes en Europe.

## Iconographie
- Charles Camoin, Paco Durrio et ses chiens (vers 1937), Paris, musée de Montmartre